# 長情
《長情》是香港歌手黎明的迷你專輯，全碟收錄5首歌曲及2個音樂短片，由李宗盛擔任概念總監，製作班底包括雷頌德、陳輝陽、李宗盛與伍樂城等，打破了黎明過往唱片的監製數量。此專輯於2005年6月3日由唱片公司A Music首次發行。

## 製作概念
《長情》分別由雷頌德、陳輝陽、伍樂城及李宗盛擔任歌曲監製，專輯封面沿用黎明當時拍攝電訊廣告的照片，他打扮成一名漁夫坐上漁船出海，主打歌曲〈長情〉是一首電訊廣告主題曲，歌曲音樂短片在海上取景拍攝，歌詞由林夕創作，以親情為題材，故事主角與父親賭氣而遠走他方，直到父親老去才明白到親情的可貴，通過「縱是隔在兩地我未隔絕我的心，能及時言和實也太僥倖；那一剎溫暖感，也至少沒遺憾。」等歌詞，講述父親和兒子之間的寬容與原諒。

## 曲目列表
| AVCD     | AVCD               | AVCD     | AVCD           | AVCD     | AVCD     | AVCD                           | AVCD  |
| 曲序     | 曲目               |          | 作曲           | 编曲     | 製作人   | 备注                           | 时长  |
| -------- | ------------------ | -------- | -------------- | -------- | -------- | ------------------------------ | ----- |
| 1.       | Computer Data      |          |                |          |          | 電腦檔案，不能閱讀。           |       |
| 2.       | 長情               |          |                |          |          | 音樂短片                       | 3:14  |
| 3.       | 心頭高             |          |                |          |          | 音樂短片                       | 3:25  |
| 4.       | 長情               | 林夕     | 伍冠諺／陳志恆 | 伍冠諺   | 雷頌德   |                                | 4:41  |
| 5.       | 心頭高             | 林夕     | 伍樂城         | 伍樂城   | 伍樂城   |                                | 3:26  |
| 6.       | 丁香花             | 夏至     | 雷頌德         | 雷頌德   | 雷頌德   |                                | 4:54  |
| 7.       | 大城小事           | 林夕     | 雷頌德         | 雷頌德   | 雷頌德   | 楊千嬅《小城大事》同曲異詞作品 | 3:28  |
| 8.       | Everything Must Go | 林夕     | 陳輝陽         | 伍冠諺   | 陳輝陽   |                                | 4:17  |
| 总时长： | 总时长：           | 总时长： | 总时长：       | 总时长： | 总时长： | 总时长：                       | 27:34 |

## 幕後製作人員
以下是《長情》部分曲目的幕後製作人員名單：
- 鍵琴：伍樂城（曲目5）、雷頌德（曲目7）
- 結他：鄧建明（曲目5）、黃仲賢（曲目7）
- 電結他：陳志恆（曲目4）
- 木結他：陳志恆（曲目4）
- 貝斯：梁俊威（曲目5）
- 小提琴：Leslie Ryang（曲目5）
- 大提琴：Richard Bamping（曲目5）
- 鼓：陸勳（曲目4）、張健波（曲目5）
- 音色伴奏：伍樂城（曲目5）、雷頌德（曲目7）
- 和音：曹潔敏（曲目5）、Jim Lau（曲目5）、譚錫禧（曲目5）
- 混音：朱偉文（曲目5）
- 錄音：KLS（曲目5）、利偉明（曲目5）、Sky（曲目5）
- 採譜：Victor Tse（曲目5）

## 流行榜成績
以下是《長情》的派台歌曲名單，以及其歌曲在香港四大電子媒體音樂流行榜的最高位置。
| 派台歌曲／流行榜 | 903專業推介 | 中文歌曲龍虎榜 | 新城電台勁爆本地榜 | 勁歌金榜 | 參考                       |
| ---------------- | ----------- | -------------- | ------------------ | -------- | -------------------------- |
| 〈長情〉         | 冠軍        | 冠軍           | 冠軍               | 季軍     | [ 9 ] [ 10 ] [ 11 ] [ 12 ] |
| 〈心頭高〉       | 未能上榜    | 未能上榜       | 第4位              | 未能上榜 | [ 13 ]                     |